# Vienna (singolo Ultravox)
Vienna è un singolo del gruppo musicale britannico Ultravox, pubblicato il 9 gennaio 1981 come terzo estratto dall'album omonimo.
Il brano è stato definito un capolavoro del nuovo corso della band britannica e del rock elettronico degli anni '80 e, grazie al suo fascino decadente, ha fatto da traino all'album in tutta Europa .

## Composizione
Il brano è nato intorno a un drum pattern creato da Warren Cann, il quale scrisse gli accordi del brano insieme a Billy Currie, che suonò un solo di violino nel bridge. Midge Ure iniziò a cantarci sopra, scrivendo poi il testo insieme a Cann, mentre il bassista Chris Cross creò la linea di basso su un sintetizzatore.

## Formazione
- Midge Ure - voce
- Warren Cann - percussioni elettroniche, piatti, tastiere, cori
- Billy Currie - tastiere, sintetizzatori, pianoforte, violino, viola
- Chris Cross - basso synth, cori

## Classifica
| Classifica (1981)             | Posizione più alta |
| ----------------------------- | ------------------ |
| Official Singles Chart        | 2                  |
| Australian ARIA Singles Chart | 11                 |
| Austrian Singles Chart        | 8                  |
| Belgian Singles Chart         | 1                  |
| Dutch GfK chart               | 1                  |
| Dutch Top 40                  | 1                  |
| German Singles Chart          | 14                 |
| Irish Singles Chart           | 1                  |
| New Zealand Singles Chart     | 2                  |
| South African Singles Chart   | 8                  |
| Swedish Singles Chart         | 7                  |
| Classifica (1993)             | Posizione più alta |
| Official Singles Chart        | 13                 |
| Irish Singles Chart           | 20                 |

## Citazioni in altre opere
La canzone viene riprodotta durante il tredicesimo e ultimo episodio della serie televisiva Tredici.
Il brano è presente all'interno del nono episodio della seconda stagione di American Crime Story.